# Frithiof Hörlin

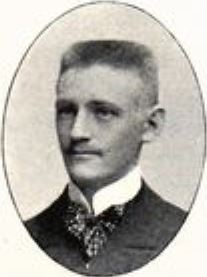
Frithiof Hörlin.

Frithiof Alexius Hörlin, född 13 februari 1875 i Stockholm, död 28 januari 1953, var en svensk ingenjör.
Hörlin, som var son till fabrikör Fredrik Hörlin och Louise Norrby, blev elev vid Kungliga Tekniska högskolan 1893 och avlade avgångsexamen där 1896. Han var ingenjör hos firman Hjalmar Löfquist i Stockholm 1896–1899, första ingenjör vid Nordiska AB för elektriska anläggningar 1899–1903, vid AB Skandinaviska Elektricitetsverk i Stockholm 1903–1913, direktörsassistent i AB Diesels Motorer 1914–1915, direktör för Tidaholms Bruk 1916–1917, vice verkställande direktör i Jönköpings och Vulcans Tändsticksfabriks AB 1918–1931. Han var styrelseledamot i bland annat Svenska Tändsticks AB, Katrinefors AB, AB Överums Bruk, AB Skogsegendomar och AB Pettersson & Holmström. Han var bror till arlkitekten och formgivaren Isidor Hörlin.